# Йохан Бони
Йохан Йозеф Бонѝ (на нидерландски: Johan Jozef Bonny) е фламандски духовник.

## Биография
Той е роден на 10 юли 1955 година в Гистел, Западна Фландрия, в селско семейство. Учи в семинарията в Брюге и от 1980 година е свещеник. През 1982 година защитава докторат по богословие в Понтификалния григориански университет в Рим, след което преподава в семинарията в Брюге, а от 1997 година работи в Римската курия.
От 4 януари 2009 година Йохан Бони е епископ на Антверпен.
1. ↑  bonny //   Посетен на 16 октомври 2020 г.